# 2023年越南多乐省警察局袭击案
2023年越南多乐省警察局袭击案（越南语：／），中文媒体又称越南多乐省警局遇袭案，是2023年6月11日在越南多乐省格昆县亚雕社和亚克都社发生的严重暴力案件。该事件造成9人死亡，2人重伤。截至2023年6月20日，共有74人被捕。

## 背景
西原占据越南咖啡种植地区面积的很大一部分，也是数个少数民族的家园。该地区长期以来一直被视为土地纠纷和种族迫害的热点地区。越南战争期间，高地民族迫于美国的压力，不情愿地与南越政府结盟，但由于南越政府支持的移民和文化歧视导致高地民族流离失所，这种结盟脆弱且充满敌意。1974年，高地民族起义反抗南越政府，但被越南共和國陸軍残酷镇压。1975年新成立的共产主义政府也没有采取任何措施来改善高地民族的权利，甚至自吳廷琰执政以来反而还加剧了对高地部落的迫害。
一些人要求更大的自治权，而另一些流亡国外的人则支持分离主义。2000年9月20日，Bdasu K'Bông在被壓制民族鬥爭統一戰線的支持下，在越南成立了名为“德加尔福音教会”（Tin lành Đê Ga）组织，旨在倡导建立独立的德加尔国。这些地区分裂主义运动频繁发生，最著名的例子是2001年和2004年的两次重大抗议活动。
2022年5月底，格昆县委强行拆除了越胜咖啡有限责任公司（Cà phê Việt Thắng）管理的亚雕社咖啡种植区内被认为非法建造的64座建筑物以及其他500座建筑物。2023年2月28日，格昆县委为实施邦美蜀市东部胡志明高速公路绕行项目，进行了强制土地开垦和清理工作。然而，强制拆迁于3月4日停止。2023年5月，《先锋报》的一名记者在曝光非法土地开发行为并引发对该地区建筑工地的关注后受到死亡威胁。

## 事件经过
当地时间2023年6月11日凌晨0:35左右（UTC+7:00），约50名身份不明的人分成两组，携带枪支、刀具、燃烧瓶和手榴弹袭击了多乐省格昆县亚雕社和亚克都社人民委员会总部，杀害四名警察，并重伤了其他几人。许多文件被大火烧毁，窗户和大门被毁坏。接到报告后，亚雕社人民委员会主席阮文勇（Nguyễn Văn Dũng）和亚克都社党委书记阮文坚（Nguyễn Văn Kiên）赶到现场，但立即被这群人拦截并枪杀。肇事者在逃跑时拦截民用车辆并杀害了车内人员。结果共有9人死亡，另外两人受伤。 该组织还俘获了三名人质。其中两名人质随后获救，一名人质自行逃脱。

## 受害者
枪击事件造成4名警察、2名党政干部、3名平民死亡。死亡的四名警察分别是黄忠（Hoàng Trung，人民公安少佐）、陈国胜（Trần Quốc Thắng，人民公安少佐），河俊英（Hà Tuấn Anh，人民公安大尉），阮登仁（Nguyễn Đăng Nhân，人民公安大尉）。两名去世的官员是阮文坚（亚克都社党委书记、人民委员会主席）和阮文勇（亚雕社党委副书记、人民委员会主席）。
在袭击中受伤的另外两人是譚婷𠶙（Đàm Đình Bốp，人民公安上尉）和黎坚强（Lê Kiên Cường，人民公安大尉）。

## 逮捕和调查

### 逮捕
6月11日下午，袭击事件发生后，越南公安部发表声明，指示有关单位围捕嫌犯。首日，当地执法力量抓获16名犯罪嫌疑人，成功解救2名人质。此外，另一名平民最初被劫持为人质，但成功获释。 截至事件发生后第二天，被捕人数已达26人。截至6月13日，被捕人数达到46名嫌疑人，其中3人是自首的主犯。截至6月17日，共有62人因枪击事件被捕或自首。据越南公安部称，当地当局已约谈109人，并暂时拘留74名嫌疑人。 此外，还缴获了15支枪支和1,199发弹药。

### 调查
据越南国家电视台报道，参与袭击的大多数人居住在多乐省。 一些参与者表示，他们受到某些人的“诱惑和引诱”而参与袭击事件，根据证词，他们在实施袭击后曾被承诺金钱和资产的回报。在袭击之前，这些人还彻底讨论了武器分工的问题，并将武器分配给了每个参与成员。
6月3日至6月6日，居住在多乐省的Y Som被认为是打电话敦促人员越过边境离开越南的负责人。Y Som承诺在离开越南时为每个人提供1亿越南盾。在那几天之后，来自多樂省和嘉萊省不同地区的50多人聚集在多樂省格昆县的一个临时营地，执行该计划。6月11日凌晨1点左右，该组织分头行动，袭击了两地的人民委员会总部。根据公安部发言人苏恩趋的说法，这群人被指示如果他们遇到地方官员和社级警察，就要“杀人、抢劫财产并没收枪支弹药”。
袭击的目的据说是“盗窃武器，制造轰动，并产生出国的幻觉”。Y Thô Ayun被指控是领导枪击事件的人物之一，他承认“传播和煽动”了多乐省的许多居民。他声称只选择对信任的民众进行宣传和拉拢，而那些“不信任的人不宣传”。

## 反应

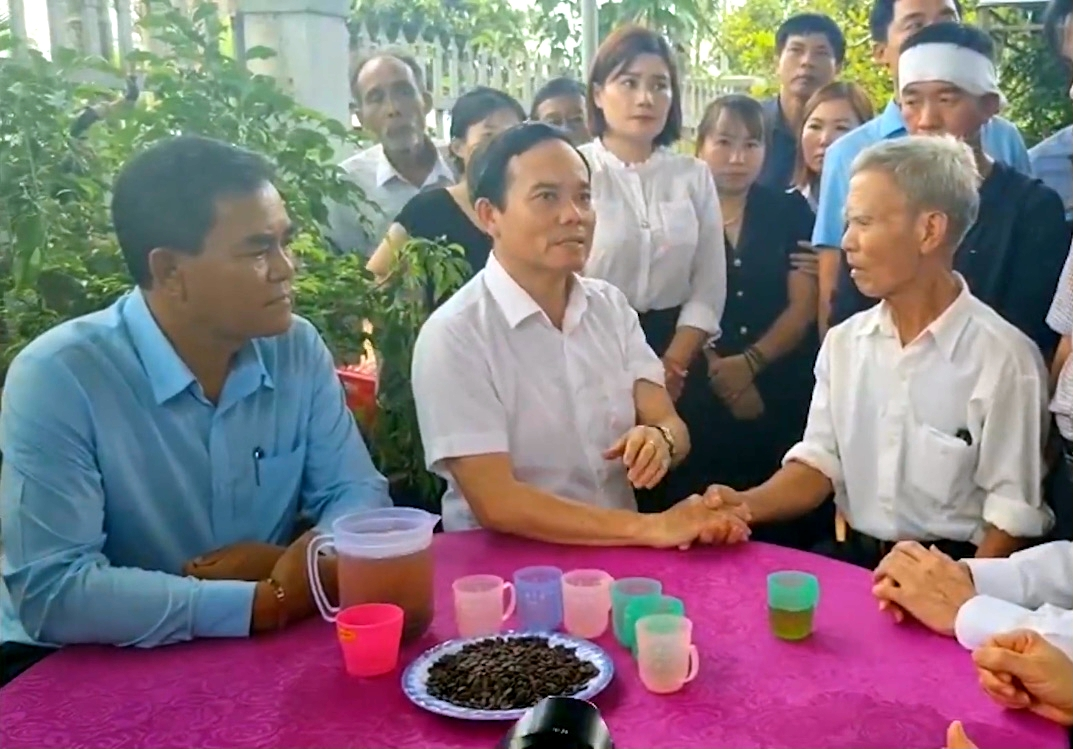
陈流光看望受害者

据自由亚洲电台报道， 事件发生后不久，越南快讯发表文章援引公安部信息称，至少7人在枪击中丧生，但该信息后来被删除。同日，公安部发布通缉令，追捕肇事者，提醒公众保持冷静，并要求媒体核实准确信息。下午，公安部部长蘇林决定对事件中死亡的4名警察进行晋升。6月12日上午，越南政府副总理陈流光看望慰问伤者和死者家属。他还指示追授四名已故警察烈士身份。越南人民军副总参谋长黄战胜率国防部代表团核查事发现场。
6月12日，人权观察亚洲分部副主任菲尔·罗伯逊（Phil Robertson）发表声明称：“在越南为高地披上的秘密面纱背后，政府严重侵犯了权利，压制了宗教和信仰自由，没收了土著人民的土地，并试图同化少数民族的文化、语言和社会多样性，特别是由占多数的京族主导的。“